# Lista cluburilor de fotbal din Republica Moldova
Aceasta este o listă ce conține cluburile de fotbal din Republica Moldova.

## Bălți
1. Olimpia Satu Mare
2. CF Locomotiv Bălți

## Bender
1. Dinamo Bender

## Chișinau
1. Dacia Chișinău
2. Zimbru
3. Academia Chișinău
4. Politehnica Chișinău
5. Rapid Ghidighici
6. M.V. Chișinău
7. Fulgerul CFR Chișinău

## Otaci
1. Nistru Otaci

## Inesti
1. FC Podish Inești

## Tiraspol
1. Tiligul Tiraspol
2. Sheriff Tiraspol
3. Tiraspol

## Suruceni
1. Sfîntul Gheorghe

## Orhei
1. Milsami

## Cahul
1. FC Cahul-2005

## Rîbnița
1. FC Iskra-Stali Rîbnița